# 国际信息系统安全认证联盟
国际信息系统安全认证联盟（International Information System Security Certification Consortium）簡稱ISC2或(ISC)2，是從事網路安全專業訓練以及認證（Certification）的非營利組織。是世界的大型IT安全組織之一，像信息系统安全认证专家（CISSP）就是由組織所頒發的資訊安全認證。

## 歷史
自從1980年代中期起，IT安全領域需要一個標準化且中立的認證計劃，提供IT安全領域知識的架構，並且可以展現在此領域的能力。許多專業協會認知到，很需要可以證明資訊安全人員資格的認證計劃。
國家標準技術研究所（NIST）和聯邦資訊系統安全教育者協會（FISSEA）於1988年6月在愛達荷州立大學主辦了研討會。其目的是為了提出新興產業對標準化課程的需求。參與的組織有：
- 加拿大資訊處理協會（CIPS）
- 電腦安全學會（英语：Computer Security Institute）（CSI）
- 資料處理管理學會（英语：Data Processing Management Association）認證專家專責小組（DPMA SIG-CP）
- 資料處理管理學會電腦安全專責小組（DPMA SIG-CS）
- 愛達荷州立大學（ISU）
- 資訊系統安全協會（英语：Information Systems Security Association）（ISSA）
- 資訊處理國際聯盟（英语：International Federation for Information Processing）（IFIP）

在研討會中提到，出席的組織中，除了國家標準技術研究所及愛達荷州立大學外，幾乎每個組織都在建立專業認證。參與研討會的組織同意建立聯盟，設法將各組織互相競爭的專業認證整合成一個。資料處理管理學會（DPMA）底下的電腦安全專責小組（SIG-CS）在1988年11月整合了許多對此有興趣的組織。国际信息系统安全认证联盟在1989年中成立了，是以整合各組織專業認證為目的非營利組織。
第一個工作組在1990年成立，這個工作組提出了Common Body of Knowledge（CBK），第一版的CBK在1992年完成，CISSP認證在1994年問世，SSCP（資安專業人員認證、Systems Security Certified Practitioner）認證在2001年提出，CAP認證在2005年提出，CSSLP認證在2008年提出，而CCFP和HCISPP認證在2013年提出，2015年提出了CCSP認證。

## 專業認證
ISC2維護了稱為Common Body of Knowledge的資訊安全材料，Common Body of Knowledge有針對下列認證
- 信息系统安全认证专家（Certified Information Systems Security Professional，CISSP），其中包括：
  - 資訊系統安全架構專家（Information Systems Security Architecture Professional，CISSP-ISSAP）
  - 資訊系統安全工程專家（Information Systems Security Engineering Professional，CISSP-ISSEP）
  - 資訊系統安全管理專家（Information Systems Security Management Professional，CISSP-ISSMP）

其中也包括：
- 網路安全認證（Certified in Cybersecurity，CC）
- 安全軟體生命週期認證專家（Certified Secure Software Lifecycle Professional，CSSLP）
- 雲端安全認證專家（Certified Cloud Security Professional，CCSP）
- 系統安全認證從業人員（Systems Security Certified Practitioner，SSCP）
- 醫療資訊安全及個資從業人員（Health Care Information Security and Privacy Practitioner，HCISPP），此認證效期到2026年12月1日為止[8]
- Certified in Governance, Risk and Compliance Certification（CGRC），之前的名稱是Certified Authorization Professional（CAP）

所有ISC2認證都符合ANSI/ISO/IEC標準17024。之外，除了CC以外的ISC2認證都符合美國國防部DoD 8570.1基線認證標準，在美國國防部的表格中，CGRC仍稱為CAP。

### 持續專業教育
所有ISC2認證的專業人員都需要每年接受持續專業教育（Continuous Professional Education，CPE），以維持其認證。CPE點數可以用由參加資安產業活動或研討會，寫文章/書籍評論/書籍來獲得。

## 道德守則
所有ISC2認證的專業人員都需要符合ISC2道德守則（Code Of Ethics）。違反的人會由同行評核的平台來調查，有可能會吊銷認證。ISC2（及其他安全認證組織）常被批評缺乏有關網路倫理的教育

## 外部連結
- The ISC2 website （页面存档备份，存于）